# Scheitz László
Scheitz László (Kolozsvár, 1897. április 8. – Belga Kongó, Katanga tartomány, 1963. április 24.) kalandos életű orvos, természetbúvár, néprajzkutató, a Katangai Állam egészségügyi államtitkára (1962).

## Élete
Édesapja Scheitz Vilmos Kolozsvár tisztifőorvosaként a város megbecsült polgára volt. László 1919-ben szerezte meg orvosi diplomáját a Ferenc József Tudományegyetemen. 1920–25 között a budapesti I. Sebészeti Klinikán, majd 1925-től 1934-ig a Szent Rókus Kórház sebészetén dolgozott. Professzora az elismert sebész, Hültl Hümér volt. Számos publikációja jelent meg széles körből merítve azok témáit: érzéstelenítő szerek, golyva, daganatos megbetegedések, a hasnyálmirigy, emberi száj- és körömfájás, az újszülöttek orsóideg bénulása, egyéb gyermekbetegségek. Vincze András vegyésszel pedig kísérleteket végzett egy olyan jódalapú vegyi anyag kidolgozásán, mely a röntgenfelvételeken az ereket jobban láthatóvá tette volna. Az 1930-as évek közepére azonban viszonya megromlott Hültllel - a professzor megakadályozta szakmai előrelépését, ellenezte az új sebészeti módszerek kipróbálását - ezért Scheitz elhagyta az országot, és 1935-ben feleségével Belgiumba utazott, ahol az Institute of Tropical Medicine-ben (Gyarmatorvosi Intézet) négyhónapos tanfolyamon trópusi orvosi szakterületre is képesítést szerzett.
A gyarmati orvoshiány kapóssá tette az egyébként is nagy gyakorlattal rendelkező orvost, és hamarosan állást vállalhatott a Kilo-Moto aranybánya-társaságnál Belga Kongó egyik városában, Mongbwaluban. A város 350 ágyas, jól felszerelt kórházának vezetése volt Scheitz feladata, amihez 8 ezer munkás és a zömében külföldiekből álló vállalatirányítói-mérnöki kar tartozott. A munkások között - a korszaknak és a régiónak megfelelően - nagyon rossz higiénés körülményeket, bizonyos betegségekre, mint például a tüdőgyulladás - hajlamot, ugyanakkor más betegségek esetében ellenállóképességet tapasztalt. Elképesztően magas fokú volt a halandóság a munkások körében: egyes csoportokban az átlagosan 40, gyermekeknél 60 százalékos volt a halálozási ráta. Scheitznek néhány hónap alatt sikerült a halandóságot a felére csökkentenie olyan egyszerű módszerekkel, mint a személyi higiéné következetes betartatása, vagy a víz fogyasztás, felhasználás előtti felforralása.
Scheitz leveleiben rendszeresen tájékoztatta szüleit a körülményekről, tevékenységéről. Ezek alapján részletes képet alkothat az utókor a gyarmati kisvárosok felépítéséről, működéséről, társadalmáról. Írásait kultúr- és művelődéstörténeti kincsnek tartják. Szabadidejükben első feleségével, Schulmann (Sulyomi) Klárával rovarokat gyűjtöttek, és nagy szakértelemmel dolgozták fel azokat, majd megküldték a belgiumi Kongó Múzeumnak (ma: musée royal de l'Afrique centrale). Tárgyakból értékes néprajzi gyűjteményt állítottak össze, melyet később hazahoztak Magyarországra.
1939-ben mindössze fél éves látogatásra érkezett haza, azonban a második világháború kitörése megakadályozta, hogy visszatérjen, ezért állást vállalt Budapesten. 1944-ig dolgozott a Szent János Kórházban, kezdetben annak gyermeksebészetén, 1943-tól pedig az urológiai osztályon. 1946–47-ben a Bajcsy Kórház főorvosaként dolgozott. Időközben újra nősült, második felesége Behyna Eszter (1914?–1978) lett. Az Actio Catholica gyerekcsoportját kísérve 1947 nyarán jutott vissza Belgiumba, ahol azonban már nehezen jutott munkához, így a várakozás időszakában továbbfolytatta kísérleteit a jódalapú röntgen-kontrasztanyaggal - amivel azonban a várt sikert nem érte el. 1948 októberében tudott csak elindulni Kongóba, ahol Dungu városában mint állami orvos egy harmincágyas, igen elhanyagolt kórház vezetését bízták rá, de ő volt a felügyelő orvosa a megye többi "kórházának" is, melyek között volt olyan, ahol a teljes személyzet egy ápoló volt, és az összes gyógyszer a keserűvíz.
1952 után áthelyezték Katanga tartományba, Kayeye nevű település katolikus missziójába. A tartomány jó klímájával, és az ország többi részéhez képest fejlettebb infrastruktúrájával emelkedett ki a tartományok közül. Ugyanakkor például villany még itt sem volt, és a vízért is mindennapos küzdelmet kellett folytatnia. 1955-ben az Union Mimiére szénbányavállalat alkalmazta mint kórházigazgató orvos-sebészt. A Luenában lévő kórház jól felszerelt, és ennek megfelelően állandóan zsúfolt volt. 1959-ben ment nyugdíjba, és telepedett le Lubumbashiban (akkori nevén: Élisabethville), ahol magánrendelőt nyitott. A politikai helyzet azonban egyre zavarosabbá vált, az ország függetlenségi mozgalmai már a Belgiumtól független Zaire (ma: Kongói Demokratikus Köztársaság) létrehozásáért fáradoztak. A helyzet bonyolult volt: miután az ország függetlenné vált, Katanga tartomány kiszakadt az anyaországból, polgárháborús helyzet alakult ki, de a rendet még a belga erők próbálták fenntartani. 1960-ban kikiáltották a független Katangai Államot, melynek kormánya Scheitznek tanácsadói címet adott, a feladata megegyezett az államtitkárokéval a közegészségügyi miniszter mellett. A helyi egészségügyi ellátás megszervezése mellett feladata volt az új hatalmi elit tagjainak ellátása is.
Mindössze öt hónapig töltötte be posztját a kormányban, ezt követően visszament kórházi főorvosnak, mert túl bizonytalannak ítélte meg a politikai helyzetet ahhoz, hogy érdemi munkát végezhessen, és bármilyen kézzelfogható eredményt érjen el. 1962 végén az ENSZ csapatai megkezdték a város ostromát, Scheitz ebben az időben az Egészségügyi Világszervezet alkalmazásában állt. Ugyanebben az évben tudta meg, hogy rákbetegségben szenved, ami a következő évben vitte el. Felesége, Behyna Eszter Afrikában maradt, 1978-ban hunyt el Dél-Afrikában, ahol a Kimberley-i kórház vezető főorvosaként dolgozott.